# Крос Анкор (Јужна Каролина)
Крос Анкор (енгл. Cross Anchor) насељено је место без административног статуса у америчкој савезној држави Јужна Каролина.

## Демографија
По попису из 2010. године број становника је 126.
| Група             | 2000.    | 2010.      |
| Белци             | 0 (0,0%) | 85 (67,5%) |
| Афроамериканци    | 0 (0,0%) | 30 (23,8%) |
| Азијати           | 0 (0,0%) | 1 (0,8%)   |
| Хиспаноамериканци | 0 (0,0%) | 5 (4,0%)   |
| Укупно            | 0        | 126        |